# پشت طول
پشت طول روستایی در دهستان چاشم بخش شهمیرزاد شهرستان مهدی‌شهر استان سمنان ایران است.

## جمعیت
بر پایه سرشماری عمومی نفوس و مسکن در سال ۱۳۹۵ جمعیت این روستا ۳۰ نفر (۱۳خانوار) بوده‌است.